# جک چپمن (بازیکن فوتبال)
جک چپمن (انگلیسی: Jack Chapman؛ زادهٔ ۲۹ آوریل ۱۸۹۵) بازیکن فوتبال اهل بریتانیا است.
از باشگاه‌هایی که در آن بازی کرده‌است می‌توان به باشگاه فوتبال لیتون اورینت، باشگاه فوتبال ساوتال، و باشگاه فوتبال برنتفورد اشاره کرد.